# Kompania Zapasowa Saperów Nr 7 w Poznaniu
Batalion Zapasowy Saperów Nr VII – pododdział saperów  Wojska Polskiego II RP.

## Historia Batalionu
Po odejściu II batalionu saperów wielkopolskich wchodzącego w skład 14 baonu saperów we wrześniu 1919 r. na front, pozostała w Poznaniu kompania zapasowa saperów Nr. 7. Kompanią tą dowodził początkowo podporucznik Wacław Leitgeber a następnie, do końca jej istnienia, podporucznik Kandziora.
Kompania zapasowa, której celem było szkolenie uzupełnień dla jednostek, będących na froncie, oraz organizacja nowych jednostek,
zorganizowała trzy kompanie robocze, dwie kompanie fortyfikacyjne oraz 3 i 4  kompanie 17 batalionu saperów. Z chwilą powstania pułku kompania zapasowa przekształciła się w kadrę batalionu zapasowego 7-go pułku saperów.

## Dowódcy kompanii i batalionu
- ppor  Leitgeber
- ppor Kandziora